# Pasquale (antipapa)
Pasquale (VII secolo – 692) è stato antipapa nel 687.

## Biografia
Pasquale fu un influente ed ambizioso arcidiacono durante il papato di Conone. Speculando sulla salute malferma del papa, tramò per diventare suo successore cercando di conquistare i favori dell'esarca Giovanni II Platino a cui sembra arrivò ad offrire cento libbre d'oro per ottenerne l'appoggio presso i magistrati imperiali ed il popolo romano. Ottenuto l'appoggio dell'esarca, Pasquale nutrì la certezza di essere eletto al soglio pontificio di lì a poco.
Quando però nel 687 si dovette svolgere l'elezione del successore di Conone, a Pasquale si oppose una fazione che sosteneva Teodoro, che aveva già tentato di diventare pontefice al tempo di Conone. Si procedette dunque ad un'inusuale elezione nel Palazzo del Laterano occupato da entrambe le fazioni che elessero ognuna il proprio candidato. Per dirimere la situazione i magistrati, le milizie e parte del clero decisero di fare subentrare ai due il presbitero palermitano Sergio, prete titolare di Santa Susanna. Teodoro lo riconobbe come papa legittimo e rinunciò al papato, mentre Pasquale cercò ancora una volta il sostegno dell'esarca, e sollecitò nuovamente l'esarca, con promesse di altro denaro, a sostituirlo a Sergio. Quando Giovanni si presentò a Roma all'improvviso non poté fare altro che constatare la quasi unanimità dell'elezione di Sergio e consegnò Pasquale nelle mani dei magistrati che avrebbero dovuto sostenerlo. Sembra peraltro che, prima di tornare a Ravenna, Giovanni abbia preteso comunque il pagamento delle cento libbre d'oro, segno questo dell'abitudine consolidata alla simonia che vigeva in quel periodo.
Dopo la consacrazione di Sergio, Pasquale conservò per un certo periodo la carica di arcidiacono, ma fu in seguito deposto e rinchiuso in un monastero dove morì nel 692.